# St. Vitus (Kirchweidach)

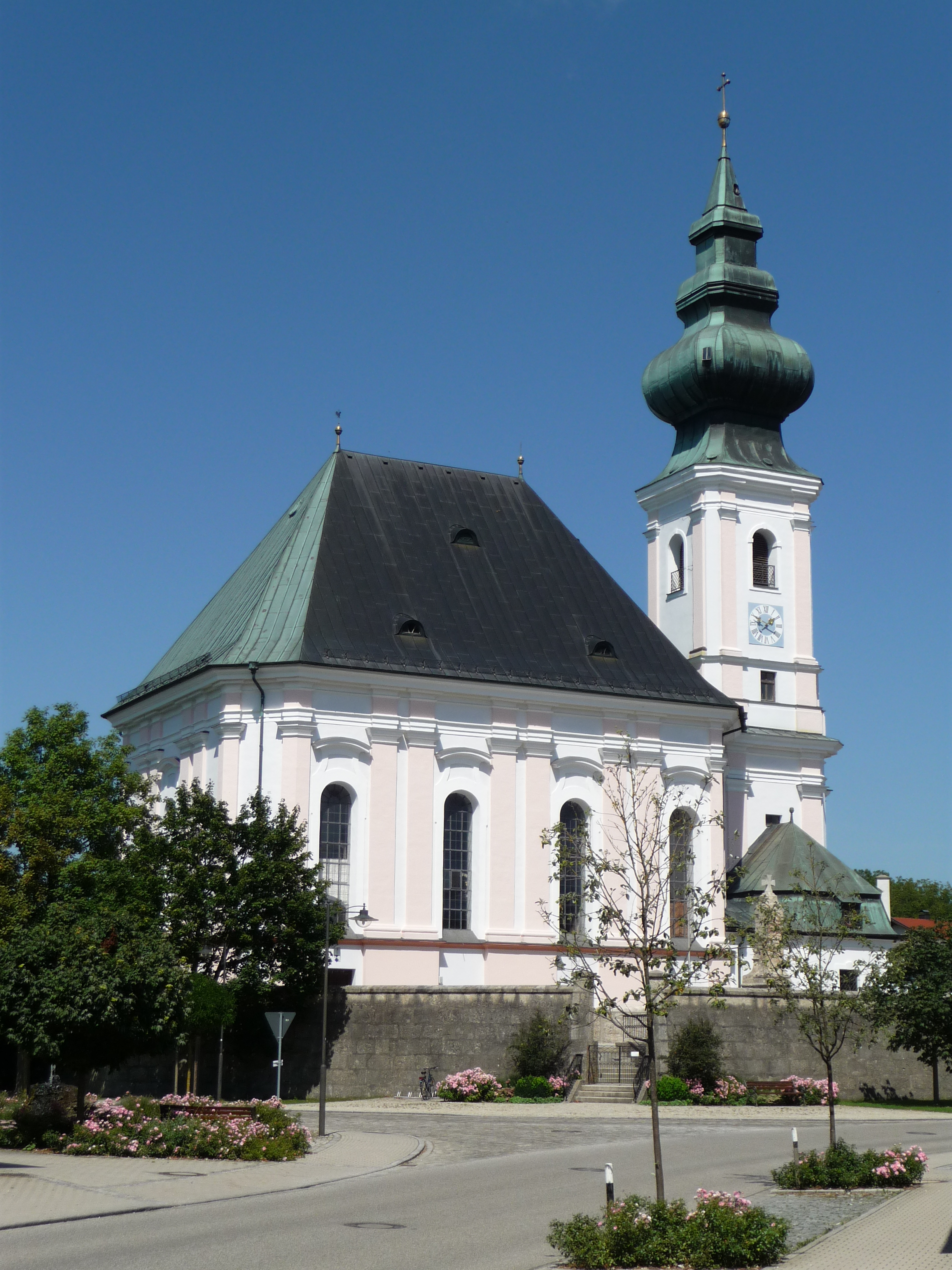
Die roséfarbene Fassade der Pfarrkirche St. Vitus, St. Leonhard und St. Georg

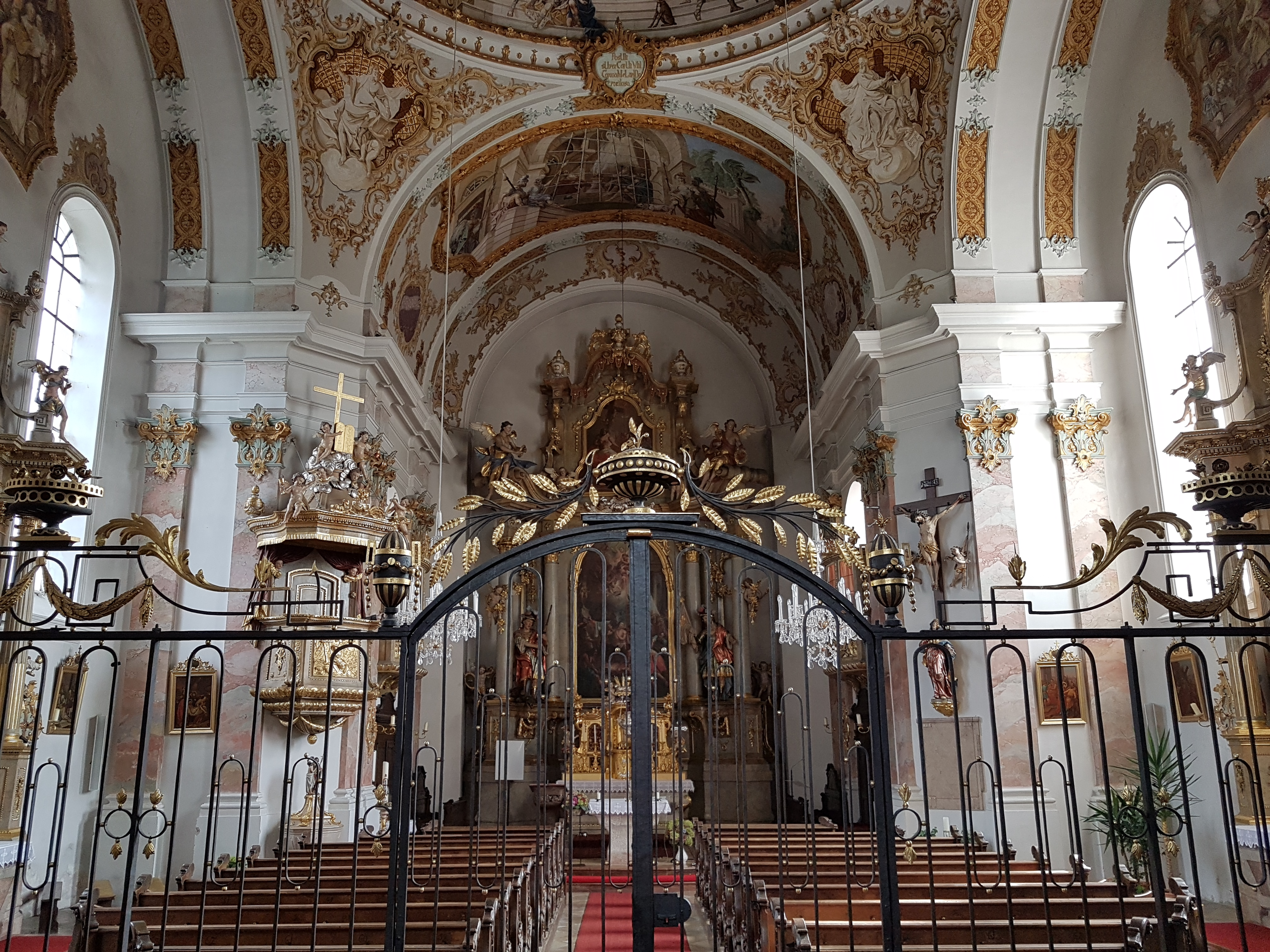
Innenraum

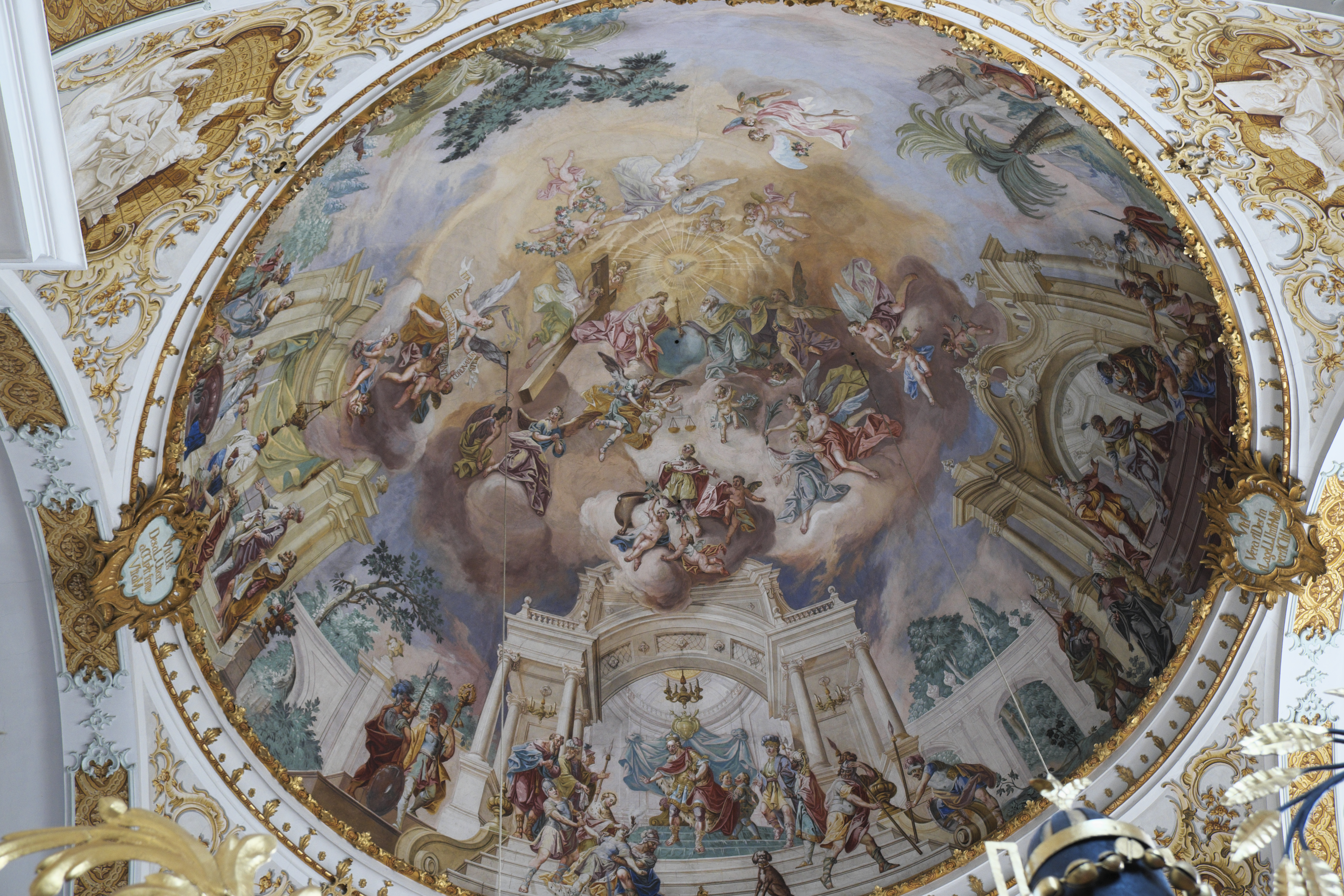
Kuppelfresko

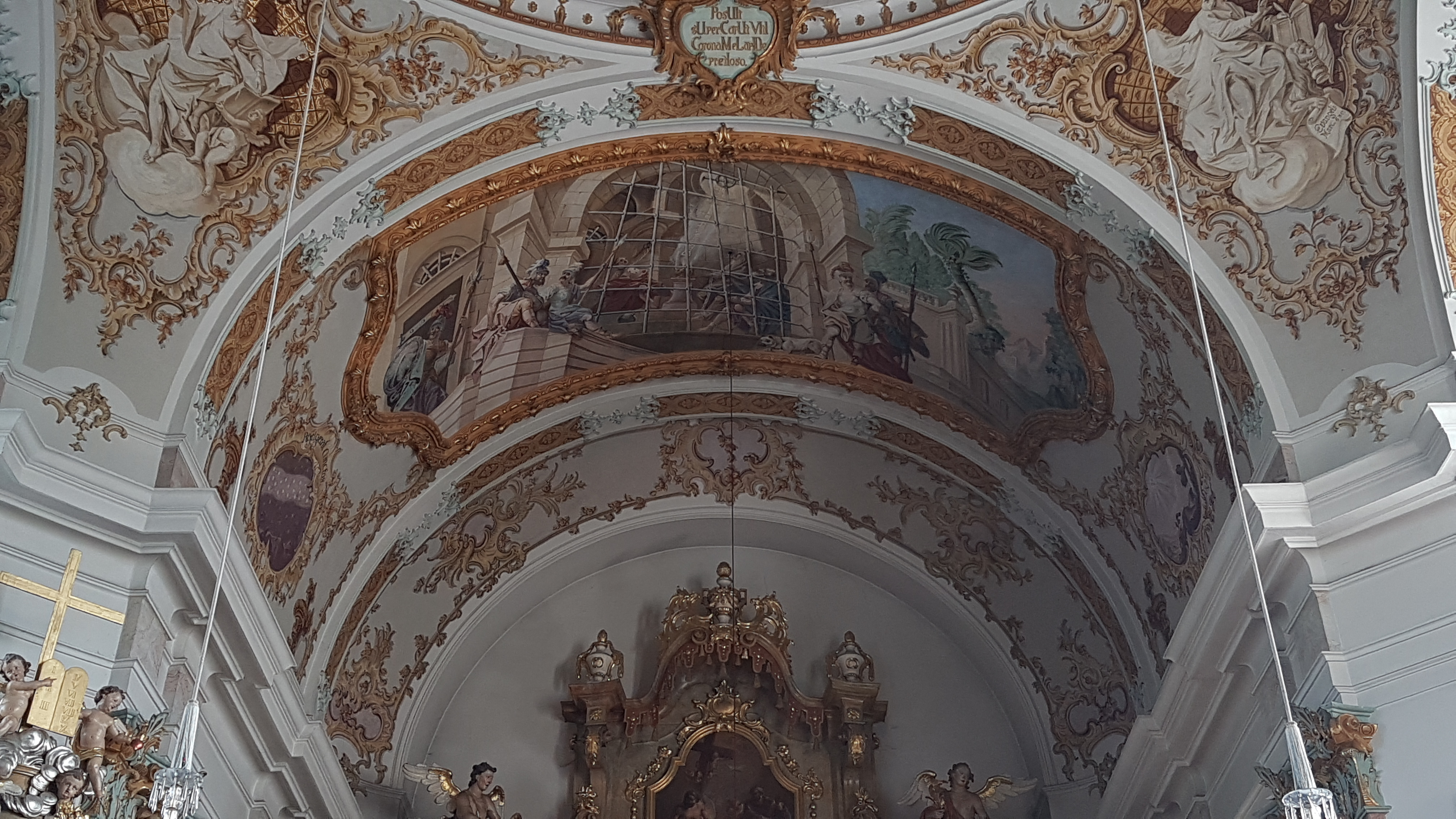
Chorfresko

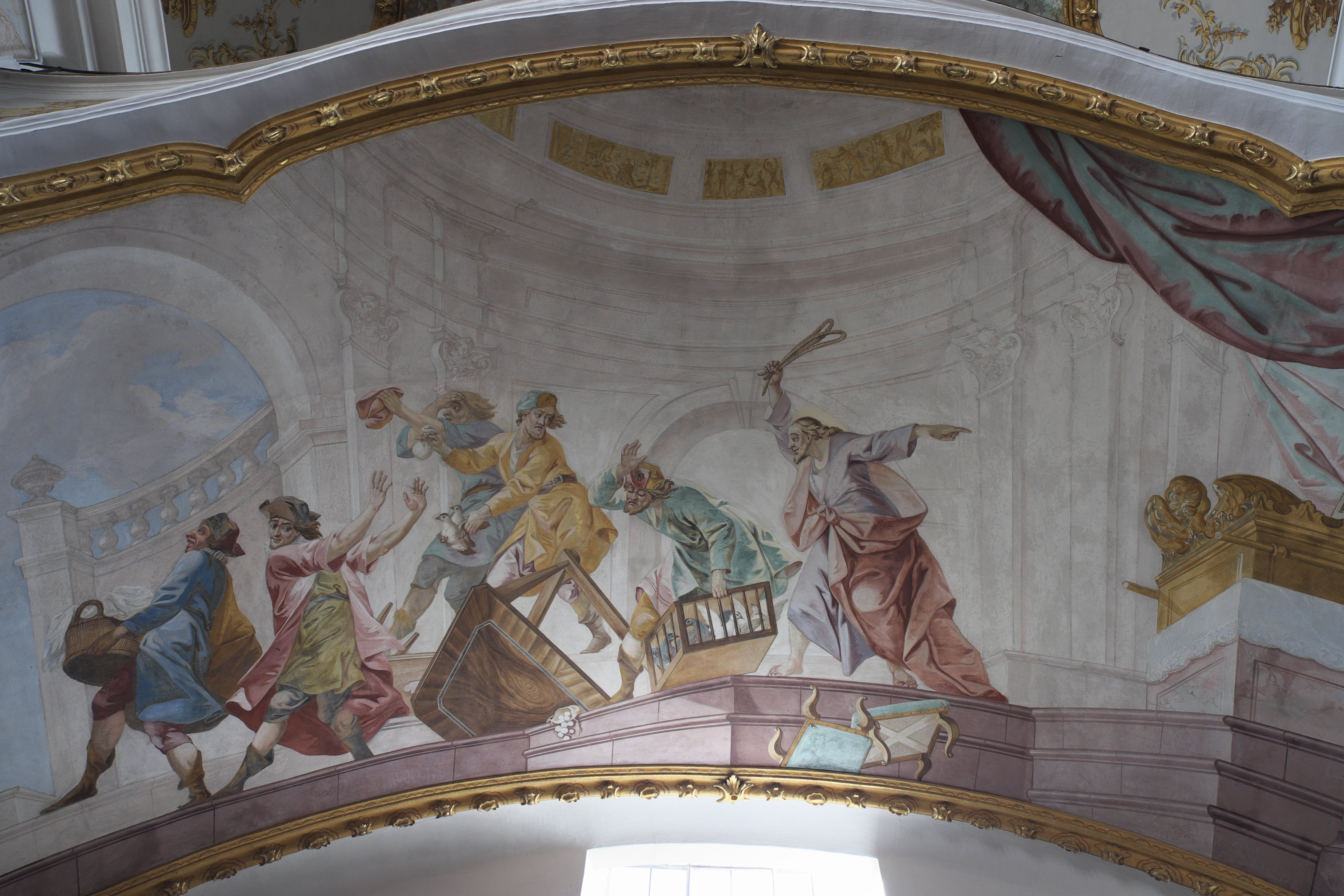
Vertreibung der Wechsler aus dem Tempel (Fresko unter der Empore)

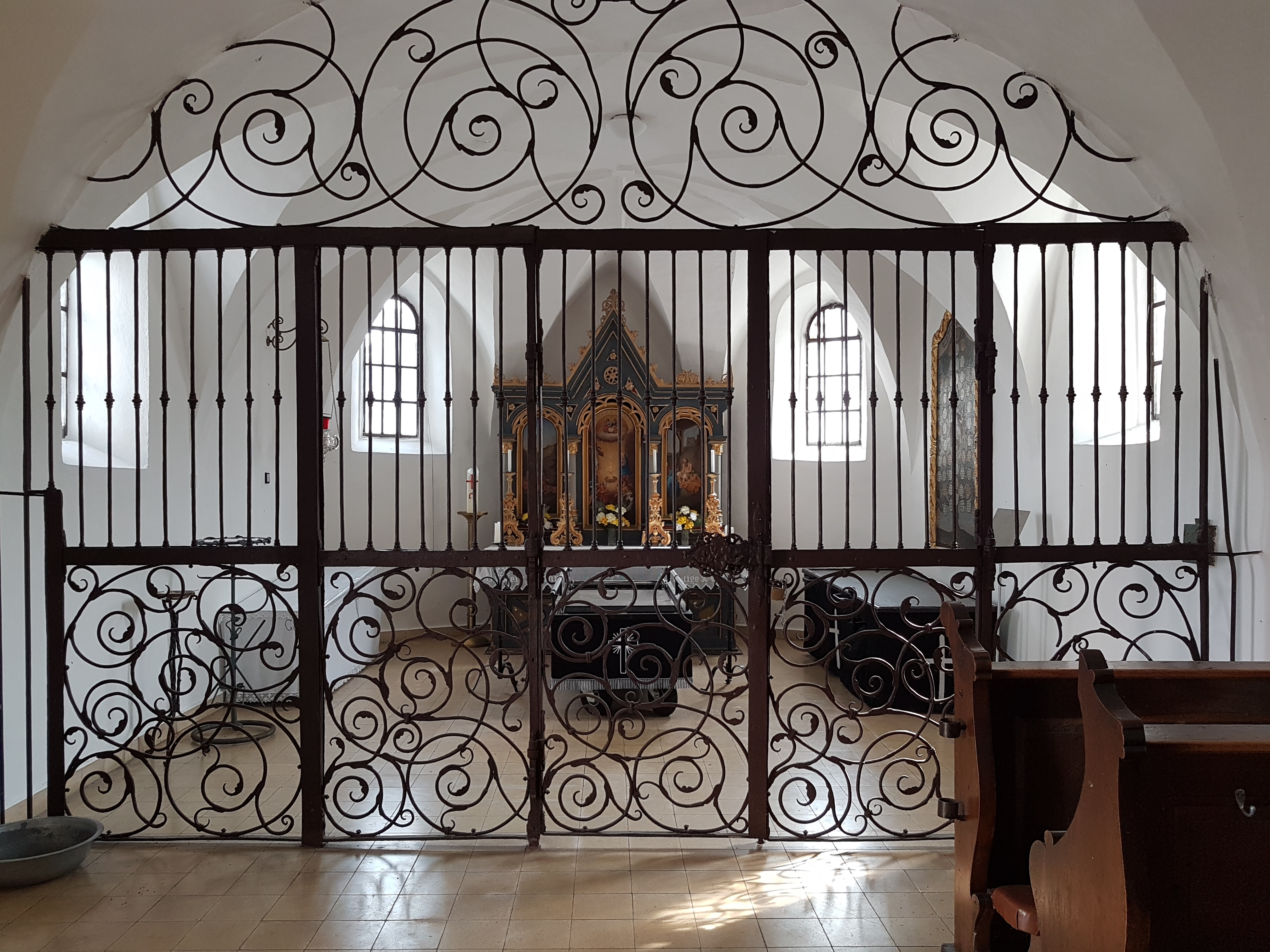
Friedhofskapelle

Die Pfarrkirche St. Vitus ist die katholische Pfarrkirche von Kirchweidach (Oberbayern). Sie wird als „eine der qualitätvollsten Landkirchen des Spätrokoko in Altbaiern“ gewürdigt und gehört zum Pfarrverband Kirchweidach im Dekanat Altötting des Bistums Passau.

## Geschichte
Die Kirche wurde in den Jahren 1770 bis 1774 durch Franz Alois Mayr, ab 1771 durch Baumeister Joseph Lindtmayr, im Stil des Spätrokoko errichtet. Den Innenraum gestaltete der Kirchenmaler Franz Joseph Soll nach dem von Pfarrer Josef Kaspar Kolberer aus Feichten entwickelten Bildprogramm. Die feierliche Weihe erfolgte 1787 durch den Bischof von Chiemsee, Reichsfürst Franz Xaver von Breuner. Kirchweidach war ursprünglich Filialkirche der Pfarrei Feichten. Pfarrer Ludwig Mittermaier bewirkte 1891 die Errichtung einer Expositur, 1896 wurde Kirchweidach zur selbständigen Pfarrei erhoben. Eine Restaurierung des Inneren erfolgte in den Jahren 1978/1981 unter Beratung des Bayerischen Instituts für Denkmalpflege. Das Äußere wurde in den Jahren 1973/1974 und 2000/2001 restauriert.

## Architektur
Der Bau besteht aus einem kreuzförmigen Zentralraum mit Kuppel, der einem Rechteckgrundriss mit abgeschrägten Ecken einbeschrieben ist. Der Ostturm wird durch eine weithin sichtbare, dreifach abgestufte Zwiebelhaube abgeschlossen. Das Innere ist mit Tonnengewölben abgeschlossen, das zentrale Quadrat mit einer Kuppel. In den Eckräumen sind die Oratorien, die Sakristei und die Treppenaufgänge eingebaut. Die Gliederung erfolgt durch flache, marmorierte Pilaster, oberhalb des Gebälks durch stuckierte und brokatierte Gurtbänder.
Die Ausmalung ist ein Werk des Franz Joseph Soll, das nach dem Chronogramm auf der Kartusche am Chorbogen 1775 geschaffen wurde. Das kreisrunde Kuppelfresko über Pendentifs mit Rocaillekartuschen und gemalten Stuckreliefs der Evangelisten beherrscht das Innere der Kirche. Entsprechend dem Bildprogramm Kolberers komponierte Soll fünf Szenen aus der Legende des Titelheiligen in beeindruckende Scheinarchitektur mit Triumphbögen und Landschaften. Im Zentrum sind die Heilige Dreifaltigkeit und die Glorie des heiligen Vitus zu sehen. Im Chorgemälde ist der heilige Vitus im Kerker gezeigt; links und rechts davon ist je ein Emblema der Nacht mit lateinischen Inschriften („er erfrischt alle“) und des Tages („er erleuchtet alle“) mit Bezug auf das Hochaltarbild in Kartuschen angeordnet. Das Fresko über der Empore zeigt, wie der Heilige einem Löwen vorgeworfen wird, unter der Empore ist die Vertreibung der Wechsler aus dem Tempel durch Christus (Mt 21,12–13 ) zu sehen. Zu dieser Szene gehören zwei monochrome Darstellungen von Gerichtsgleichnissen. Das eine zeigt die Aussonderung von Weizen und Unkraut nach der Ernte (Mt 13,30 ), das andere die Aussonderung der Fische nach dem Fang (Mt 13,48 ).
Über dem nördlichen Seitenaltar ist die Übergabe der Schenkungsurkunde des Bayernherzogs Theodo II. an den heiligen Rupert (der auf das Gnadenbild von Altötting weist) zu sehen. Am Bildrand findet sich ein Selbstporträt Solls mit seiner Ehefrau. Über dem südlichen Seitenaltar ist die Erklärung Benno von Meißens zum Patron Bayerns dargestellt, nachdem die Gebeine des Heiligen 1576 auf Anordnung von Albrecht V. nach München überführt worden waren.

## Ausstattung
Altäre
Der Hochaltar ist mit einem prachtvollen Säulenaufbau gestaltet, der die östliche Abschlusswand ausfüllt. Er wurde wohl von Johann Georg Kapfer im Jahr 1785 geschaffen. Im Hochaltarbild von Soll aus dem Jahr 1784 ist das Martyrium des heiligen Vitus in siedendem Öl dargestellt, dahinter seine Pflegeeltern. Im Altarauszug wird der Heilige von der Trinität im Himmel erwartet. Das Hauptbild wird flankiert von Assistenzfiguren der Heiligen Georg und Florian.
Die Bilder in den Seitenaltären stammen beide von Soll aus dem Jahr 1795 und stellen die Heimsuchung Mariens (links) und den heiligen Leonhard (rechts) dar, den zweiten Schutzpatron der Kirche und der Gemeinde. Die Kanzel wurde 1795 zusammen mit den Seitenaltären geschaffen. Auf der Vorderseite ist ein vergoldetes Relief des Guten Hirten zu sehen, auf dem Schalldeckel Putten mit den Symbolen von Glaube, Liebe und Hoffnung. Am Kanzelkorb ist eine Hand mit einem Kruzifix als Hinweis auf (1 Kor 1,23 ) angebracht.
Orgel
Die Orgel war ein Werk von Florian Unterholzer aus dem Jahr 1834 und wurde 1986 durch ein Werk der Firma Schmid aus Kaufbeuren ersetzt. Die Beichtstühle und das Gestühl wurden um 1788 geschaffen.
Glocken
Im Turm der Pfarrkirche hängen vier Glocken in den Tönen: es1 f1 g1 b1 (ausgefülltes Durmotiv)
Die große und die zweitkleinste Glocke wurden 1947 von Karl Czudnochowsky in Erding in dem Material Euphon gegossen. Die zweitgrößte Glocke wurde 1949 ebenso von Karl Czudnochowsky in Erding aus Bronze gegossen. Die kleinste Glocke wurde 1841 von Ludwig Strasser in Burghausen auch aus Bronze gegossen.

## Umgebung
Die Seelenkapelle südlich der Kirche wurde im 16. Jahrhundert erbaut und besteht aus einem dreijochigen Langhaus mit Netzgewölbe und Fünfachtelschluss. Im Innern steht ein neugotischer Altar mit der Darstellung der Sieben Zufluchten, flankiert von Daniel und Hiob; weiterhin ein Mariahilfbild mit einer Darstellung der Wurzel Jesse aus dem 18. Jahrhundert.